# 22 nanometrů
22 nanometrů (zkráceně 22 nm) je označení technologie výroby polovodičových součástek typu CMOS. Označení 22 nm odkazuje na typickou poloviční rozteč (tj. poloviční vzdálenost mezi identickými strukturami v poli) jedné paměťové buňky v počítačové paměti. Technologie 22 nm byla poprvé představena v roce 2008 jako technologie pro výrobu počítačových pamětí, avšak první mikroprocesory vyrobené touto technologií byly na trh dodány až v dubnu 2012.
Dokument ITRS (International Technology Roadmap for Semiconductors) z roku 2006 tvrdí, že ekvivalentní fyzická tloušťka oxidu nebude v měřítku pod 0,5 nm (asi dvojnásobek průměru atomu křemíku), což je očekávaná hodnota použitá v uzlu technologie 22 nm. To je známkou toho, že možnosti škálování technologie CMOS zde dosáhly stropu a představují tak bariéru pro další vývoj podle Mooreova zákona.
Podle plánu ITRS bude po technologii 22 nm následovat technologie 14 nm.

## Ukázky technologie
Dne 18. srpna 2008, společnosti: AMD, Freescale, IBM, STMicroelectronics, Toshiba a Vysoká škola vědy a nanotechnologie (College of Nanoscale Science and Engineering) oznámily, že společně budou vyvíjet a vyrábět buňky SRAM s 22 nm technologií, postavenou na tradičním designu šestitranzistorového 300milimetrového Waferu, který má velikost paměťových buněk jen 0,1 μm2. Článek buňky byl vyroben pomocí ponořené litografie.
Uzel o velikosti 22 nm by mohlo být prvně, kdy délka brány nemusela být nutně menší, než je označení technologie uzlu. Například délka brány 25 nm, je typická pro uzel 22 nm.
Dne 2. září 2009, během Intel Developer Forum podzim 2009, Intel ukázal 22 nm Wafer a oznámil, že čipy s 22 nm technologií budou k dispozici v druhé polovině roku 2011. Nejmenší oznámená velikost SRAM buněk by měla být 0,092μm².
Dne 3. ledna 2010, firmy Intel a Micron Technology oznámily, že jako první v rodině 25 nm bude NAND zařízení.
Dne 2. května 2011, Intel oznámil svůj první 22 nm mikroprocesor, s kódovým označením Ivy Bridge, s použitím technologie zvané 3-D Tri-Gate.
POWER8 procesory se mohou vyrábět v SOI procesu 22 nm.

## Přepravní zařízení
Dne 31. srpna 2010, Toshiba oznámila, že doručí 24 nm zařízení s NAND flash paměti.
V roce 2010, firma Hynix Semiconductor oznámila, že bude používat výrobní proces 26 nm pro flash zařízení s 64 Gbit kapacitou; Intel Corp. a Micron Technology by pak měly vyvinout technologii samy.
Dne 23. dubna 2012 se pokračovalo v prodeji procesorů Intel Core i7 a Intel Core i5 založené na Intel Ivy Bridge 22 nm technologii pro řadu 7 čipset. Obchodovalo se po celém světě. Objem výroby 22 nm procesorů začal o více než šest měsíců dříve, jak 19. října 2011 potvrdil bývalý CEO Intelu Paul Otellini.
Dne 3. června 2013, Intel začal dodávat procesory Intel Core i7 a Intel Core i5 založené na Intel Haswell mikroarchitektuře ve 22 nm technologii pro osmou sérii čipových sad.